# Sanijela Matković
Sanijela Matković (Široki Brijeg, 16. studenoga 1973.) hrvatska je i bosanskohercegovačka književnica.

## Životopis
Sanijela Matković rođena je u Širokom Brijegu 1973. godine. Po zanimanju dipl. prof. vjeronauka i etike.
Članicom je Društva hrvatskih književnika, PEN-a BiH, Društva hrvatskih književnika Herceg Bosne, širokobriješkoga ogranka Matice hrvatske. Kulturna je i kazališna djelatnica.
Tekstovi su joj objavljivani u više antologija (Zbornik – Gradska knjižnica Solin, Zbornik U srcu gazele, Zbornik Scavacon, Zbornik Oluja), tjedniku Hrvatsko slovo, glasilu Matice Hrvatske Mostar Motrišta, glasilu Matice hrvatske Široki Brijeg Vitko, glasilu Društva hrvatskih književnika Herceg-Bosne Osvit, te u međunarodnim zbirkama.

## Djela
- Otisak srca, zbirka dramskih tekstova, 2010.
- Partiture sna, zbirka ljubavne poezije, 2011.
- Panta rei, zbirka ljubavne poezije, 2013.
- U susret riječi, zbirka duhovne poezije, 2013.
- Mističnim tragom suze, zbirka duhovne poezije, 2017.
- Transkripti u kamenu, zbirka zavičajne poezije, 2018.
- Uvala od lavande, roman, 2018.
- Tri su zime do proljeća, zbirka ljubavne poezije, 2019.
- Kiša boje tulipana, roman, 2019.
- Domovina se piše velikim slovom, digitalna zbirka, 2019.

## Nagrade
- 2019.: 3. nagrada na IX. danima pobijenih hercegovačkih franjevaca, u kategoriji za odrasle, za priču Riječ bijaše i na kraju.[2]

## Vanjske poveznice
- Sanijela Matković  Arhivirana inačica izvorne stranice od 10. listopada 2019. (Wayback Machine)